# Werkplaats Kindergemeenschap

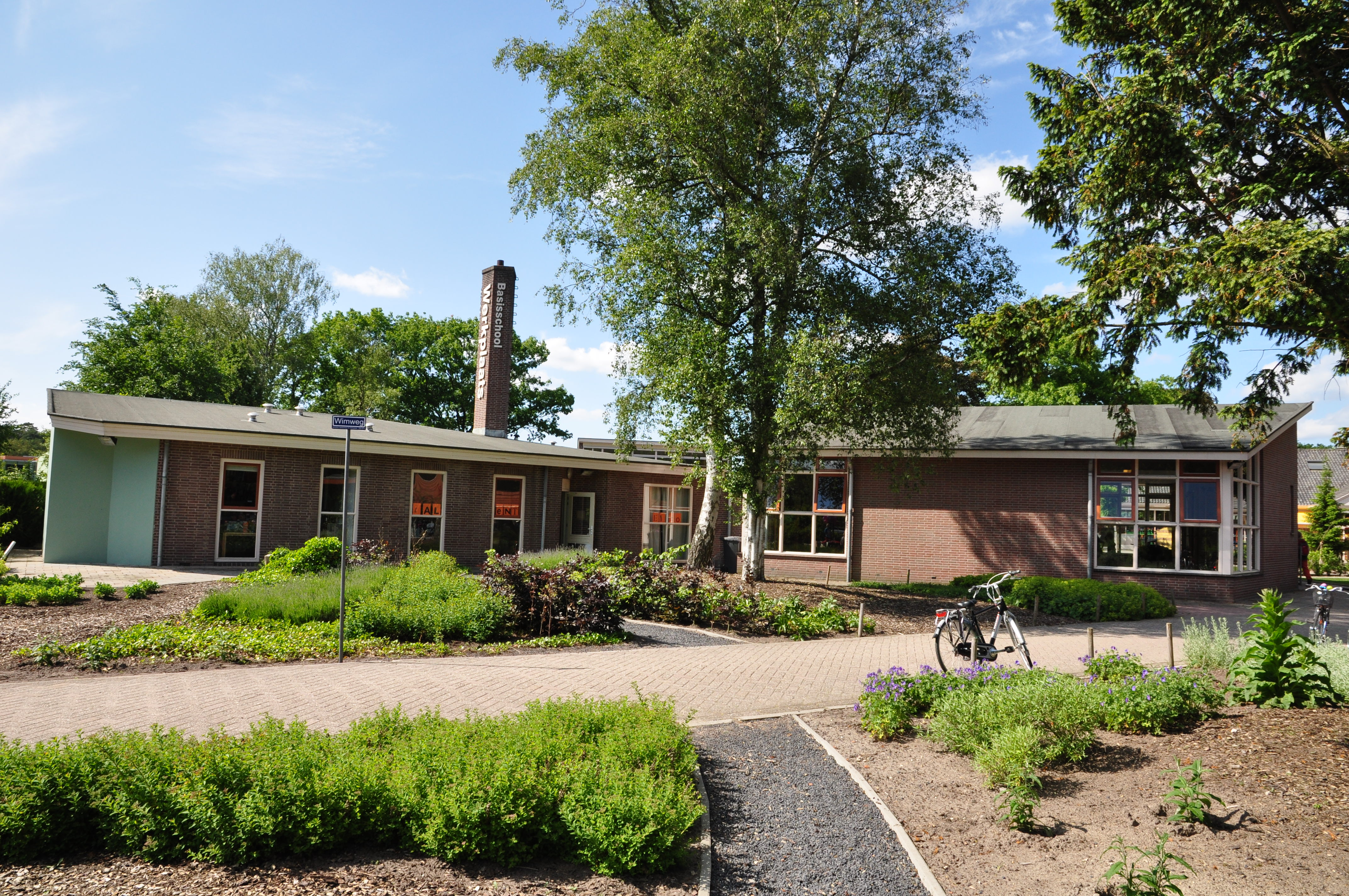
Werkplaats Kindergemeenschap in Bilthoven, Niederlande

Die Werkplaats Kindergemeenschap ist eine in Bilthoven ansässige Schule, die auf ein reformpädagogisches Konzept setzt. Sie wurde 1926 von Kees Boeke und seiner Frau Beatrice (Betty) Cadbury gegründet und folgt noch immer deren pädagogischen Grundsätzen. Die Schule ist in einen Kindergarten, eine Grund- und weiterführende Schule unterteilt.

## Geschichte
Boeke, der sich gegen Militarismus und Gewalt einsetzte und für ein friedliches Zusammenleben eintrat, organisierte Kongresse zur internationalen Versöhnung und Zusammenarbeit. Von immer größerer Wichtigkeit wurde für ihn die Erziehungsfrage als Voraussetzung für fundamentale Veränderungen in der Gesellschaft, wie es aus den pädagogischen Konferenzen der Jahre 1920 bis 1925 hervorgeht, die er in Bilthoven organisierte. Da er nicht mit der Verwendung des Schulgeldes einverstanden war (es musste an den Staat abgeführt werden, der einen Teil hiervon dem Kriegsministerium zur Verfügung stellte), holte er im Januar 1926 seine ältesten Kinder von der Schule und begann sie selbst zu unterrichten. Durch die Aufstockung mit Kindern von Gleichgesinnten wurde daraus die Werkplaats Kindergemeenschap. Die Finanzierung wurde teilweise durch Boekes vermögende Frau Betty Boeke-Cadbury ermöglicht. Ihre Familie war Eigentümerin der britischen Lebensmittelfabrik Cadbury Bros. Ltd. und gehörte den Quäkern an, deren Ideen sich auch auf das Ehepaar Boeke übertrugen.
Boeke ließ die Jugendlichen am allgemeinen Geschehen der Werkplaats Kindergemeenschap, für die der Architekt Frants Röntgen Ende der 1920er Jahre ein neues gesondertes Gebäude an der Bilthovener Straße Frans Halslaan entworfen hatte, teilnehmen. Aufgaben und Arbeiten wie der Unterhalt des Gebäudes, der Materialien und Geräte, des Mobiliars, der Instrumente und Lehrmittel wurden verrichtet. Es wurde gekocht und abgewaschen. Es wurde kontrolliert, ob die Aufgaben und Arbeiten ausgeführt wurden und ob Absprachen und Verpflichtungen nachgekommen worden waren. Während der montäglichen Besprechungen wurden Entschlüsse gefasst, für die nicht die Mehrheit der Stimmen ausreichte, sondern Einstimmigkeit erforderlich war.
In der montäglichen „Arbeitsverteilung“ wurden die auszuführenden Aufgaben und Arbeiten verteilt, die sich aus zentraler Leitung, Saubermachen und Aufräumen, der Besprechung, der Schulmahlzeit, der schuleigenen Publikation De Bij und Diverses zusammensetzten. Die Lehrkräfte wurden als „Mitarbeiter“ der Schüler bezeichnet, die wiederum in der schuleigenen Bezeichnung als „Arbeiter“ galten. Ziel war das Idealbild eines Gemeinschaftslebens im Sinne eines großen Familienkreises.
Boeke und seine Frau hofften, mit ihrer Vision des Unterrichts ihre Ideale zu verwirklichen: Ein Zusammenleben, in dem Menschen friedvoll und auf einer Basis von Gleichwertigkeit zusammenlebten. Da Boeke keine spezifische Unterrichtsmethode entwickelte (er übernahm Elemente aus dem Jena- und Dalton-Plan sowie der Montessoripädagogik), ist es bei diesem Schultyp geblieben.
Einige Jahre lang waren die Prinzessinnen Beatrix, Irene und Margriet Schülerinnen der Werkplaats Kindergemeenschap, da die pazifistischen Ideen der Schule jedoch nicht mit denen des Königshauses übereinstimmten, setzten sie ihre Ausbildung an anderer Stelle fort.
In den 1940er Jahren erhielt das Schulgebäude einen von den Architekten Arno Nicolaï und Lotte Stam-Beese entworfenen Ausbau. Im folgenden Jahrzehnt entstand ein weiteres, durch Arthur Staal entworfenes Gebäude an der Jan Steenlaan, der anliegende Garten wurde von Mien Ruys entworfen. 1968 wurde dieser Gebäudekomplex erheblich ausgebaut und das ursprüngliche Gebäude an der Frans Halslaan verlassen. Letzteres existiert noch heute und dient mittlerweile zu unterrichtsunterstützenden Zwecken.

## Heutige Situation
Die Gebäude aus den 1950er Jahren, inklusive des Ausbaus aus dem Jahr 1968, existieren heute nicht mehr. Stattdessen gibt es seit 2006 an der Kees Boekelaan ein 9200 m² umfassendes Gebäude, das durch die Architekten Janneke und Michiel Snelder entworfen wurde.
Die Unterrichtsmethoden entsprechen nicht mehr denen der 1920er Jahre, es wird jedoch noch auf die ursprünglichen Ideen Broekes zurückgegriffen. Der Meinung der Kinder wird große Beachtung eingeräumt, ebenso wie das Lehren eines Umgangs von ihnen mit Erwachsenen. Einen traditionellen Unterricht innerhalb einer Unterrichtsklasse gibt es nicht mehr, der Unterricht erfolgt innerhalb von teams und leerdomeinen, das heißt, es gibt nicht mehr voneinander abgetrennte Klassenräume, sondern frei nutzbare Räumlichkeiten, die 75 bis 80 Schülern Platz bieten können. Der Unterricht findet nun innerhalb bestimmter Bereiche der leerdomeinen statt.
Die frühere Kinderkrippe ist heute nicht mehr Teil der Werkplaats Kindergemeenschap. Von den ungefähr 1750 Lernenden verteilen sich 550 auf den Kindergarten und die Grundschule, während der Rest der Schüler allgemeinen (havo und vwo (Atheneum und Gymnasium)) und berufsbildenden (vmbo) weiterführenden Unterricht in Anspruch nimmt.

## Bekannte Absolventen („Arbeiter“)
- Beatrix (Königin der Niederlande)
- Irene von Oranien-Nassau (Prinzessin der Niederlande)
- Margriet von Oranien-Nassau (Prinzessin der Niederlande)
- Nouchka van Brakel (Filmregisseur)
- Hermann W. von der Dunk (Historiker und Hochschullehrer)
- Gerard Endenburg (Unternehmer und außerordentlicher Professor)
- Coen Flink (Schauspieler)
- Mirjam Koen (Schauspielerin und Theaterregisseurin)
- Bert Natter (Schriftsteller)
- Coen Swijnenberg (Radiomoderator)
- Eva van de Wijdeven (Schauspielerin)

## Bekannte Lehrkräfte („Mitarbeiter“)
- Marijn Backer (Niederländischer Feuilletonist, Lehrer, Dichter und Autor von Kinder- und Jugendbüchern)
- Henk Dubbink (Theosoph, Hochschullehrer und Alt-katholischer Bischof), Klassische Sprachen
- Hermann W. von der Dunk, Geschichte (zugleich früherer Schüler)
- Ida Gerhardt (Dichterin), Klassische Sprachen
- Andries Hartsuiker (Komponist bekannter Kinderlieder), Musik
- Hein Herbers (deutscher Pädagoge, Publizist und Pazifist)
- Monique Jansen (Athletin), Chemie
- Bram van der Lek (Vormaliger Abgeordneter der Zweiten Kammer der Generalstaaten), Biologie
- Jo Schouwenaar-Franssen (Frühere Ministerin, Mitglied der Ersten Kammer der Generalstaaten), Klassische Sprachen
- Coen Stibbe (Archäologie, Historiker, Schriftsteller), Klassische Sprachen